# Lotus Esprit
Lotus Esprit — спортивний автомобіль, який виготовлявся компанією Lotus Cars в Сполученому Королівстві в період між 1976 і 2004 роками.
Всього виготовлено 10 675 екземплярів Lotus Esprit.

## Розробка

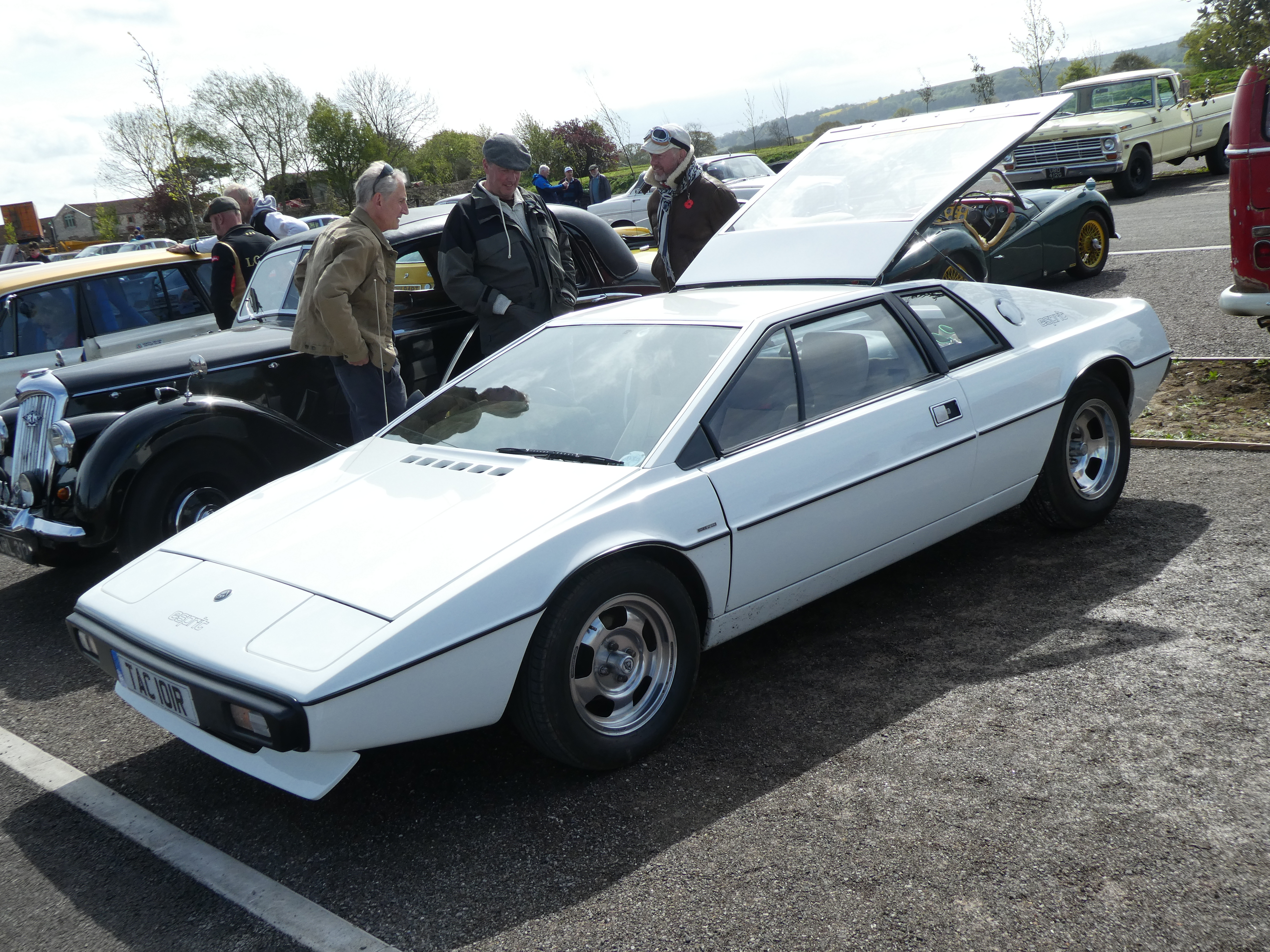
Lotus Esprit S1

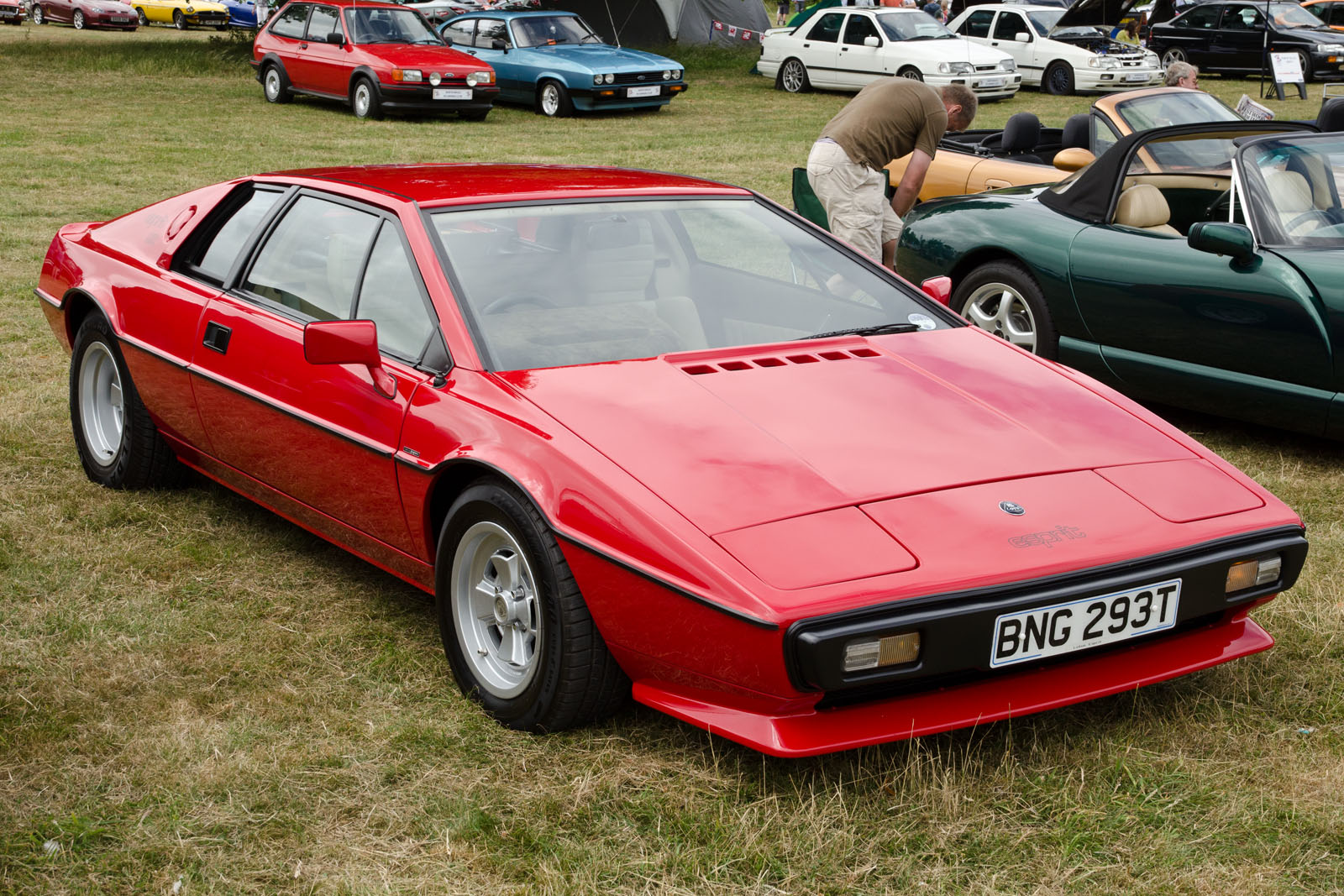
Lotus Esprit S2

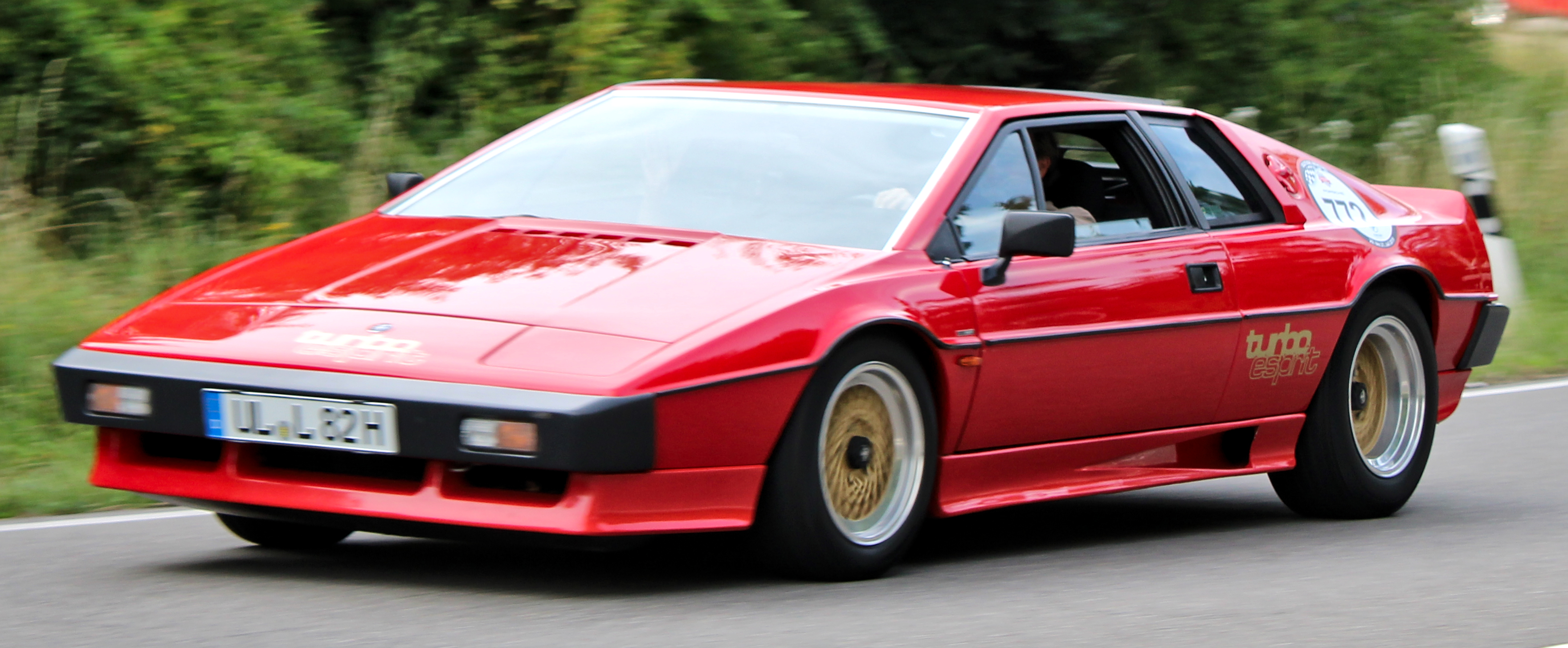
Lotus Esprit Turbo S3

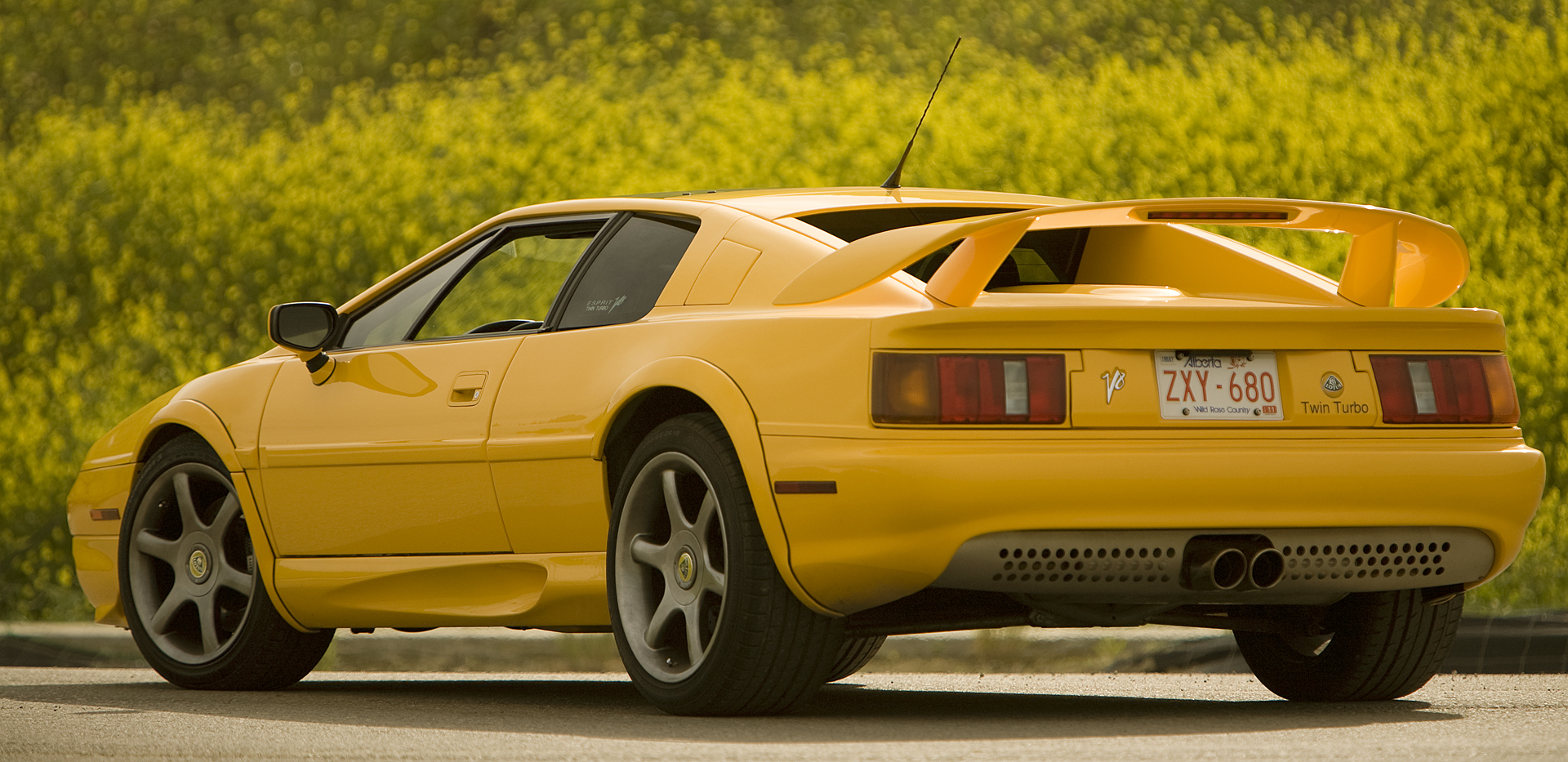
Lotus Esprit V8 Twin Turbo

Срібний концепт-кар компанії Italdesign, який в кінцевому підсумку став Esprit був представлений на автосалоні в Турині в 1972 році, і був розвиток розтягнутого шасі Lotus Europa. Це був перший проект італійського дизайнера Джіорджетто Джіуджаро (Джорджетто Джуджаро) створений в епоху полігонального (моделювання за допомогою багатокутників - полігонів) «рубаного» дизайну, який в англомовних країнах носив назву «folder paper» - «складений аркуш паперу». Спочатку була запропонована назва Kiwi, але згідно з традицією Лотос, щоб всі імена моделі автомобіля починається з букви "Е", назва стала Esprit.

## Опис
Автомобіль отримав популярність завдяки появі у фільмі про Джеймса Бонда «Шпигун, який мене любив» (1977), де знімався фіктивно-модифікований варіант. Esprit Бонда переслідували по дорозі спочатку на мотоциклі, потім на іншому автомобілі, а потім на вертольоті. Автомобіль міг перетворюватися в субмарину для підводного бою.
Автомобіль мав клиноподібну форму з численними гострими кутами і ламати лініями, з складними фарами і без звичної решітки радіатора - двигун був встановлений ззаду, як і на більшості інших суперкарів. В результаті спеціально створений для цієї моделі двигун розміщувався на хребтовій рамі перед віссю задніх коліс. Спочатку 160-сильний мотор об'ємом 1973 см² агрегатувався разом з трансмісією від іншого тодішнього суперкара - Citroën SM: у нього ж запозичили гальмівні механізми, винесені до картера головної передачі. Надалі модельна гамма двигунів регулярно оновлювалася. Так з'явилася версія з двигуном в 2174 см² (210 к.с.). Потім цей же мотор кілька разів турбований, набираючи потужність до 280 і навіть 300 к.с.; система управління стала повністю електронною. Відповідно збільшувалися і динамічні характеристики: від 200 км/год у звичайній версії до 275 км/год в найшвидшій. Коробку передач і задній міст пробували взяти у Renault GTA, але в підсумку повернулися до деталей Cirtoen. Нарешті через 20 років виробництва 4-циліндровий двигун замінили на V8 об'ємом 3,5 літра, що розганяє автомобіль до 290 км/год; прискорення до 100 км/год займало 4,4 секунди.
До цього часу незграбний дизайн Джуджаро вже застарів і потрібно було оновити екстер'єр, ніж зайнявся Пітер Стівенс. Крім того, довелося серйозно попрацювати над надійністю і комфортом управління. Модель отримала нову підвіску, колеса діаметром 17" попереду та 18" ззаду, посилені гальма, переміщені ближче до диференціалу, заднє антикрило і аудіосистему Alpine. В результаті автомобіль отримав більш округлий вигляд, але став важчим. Тим не менш, це не завадило йому поліпшити динамічні характеристики за рахунок зменшення лобового опору. До того ж випуск моделі став більш стабільним, упорядкованим і менш дорогим.
У 2010 році на Паризькому автосалоні, поряд з чотирма іншими пропонованими новими автомобілями (що згодом так і не вийшли в серію) Lotus представив повністю оновлене нове покоління Esprit, яке планувалося запустити у виробництво в кінці 2013 року і почати продавати навесні 2014 года. Проте 29 вересня 2014 року Lotus оголосив, що новий Esprit не проводитиметься.

## Технічні характеристики
| Модель           | Роки виробництва | Двигун     | Об'єм    | Потужність      | Крутний момент | Vмакс      | 0–100 км/год | Вага    |
| ---------------- | ---------------- | ---------- | -------- | --------------- | -------------- | ---------- | ------------ | ------- |
| 1. Покоління     |                  |            |          |                 |                |            |              |         |
| Esprit           | 1976–1978        | R4         | 1969 см³ | 110 kW/150 к.с. | 190 Нм         | 216 км/год | 8,5 с        | 1010 кг |
| Esprit S2        | 1978–1980        | R4         | 1969 см³ | 110 kW/150 к.с. | 190 Нм         | 220 км/год | 7,1 с        | 1020 кг |
| Esprit           | 1976–1977        | R4         | 1973 см³ | 118 kW/160 к.с. | 190 Нм         | 221 км/год | 6,8 с        | 960 кг  |
| Esprit S2        | 1978–1981        | R4         | 1973 см³ | 118 kW/160 к.с. | 190 Нм         | 200 км/год |              |         |
| 2. Покоління     |                  |            |          |                 |                |            |              |         |
| Esprit S2.2      | 1980–1981        | R4         | 2174 см³ | 118 kW/160 к.с. | 216 Нм         | 200 км/год |              |         |
| Esprit S3        | 1981–1987        | R4         | 2174 см³ | 118 kW/160 к.с. | 216 Нм         | 217 км/год |              |         |
| Esprit Turbo     | 1981–1986        | R4 Turbo   | 2174 см³ | 157 kW/214 к.с. | 271 Нм         | 241 км/год |              | 1389 кг |
| 3. Покоління     |                  |            |          |                 |                |            |              |         |
| Esprit Turbo HC  | 1987             | R4 Turbo   | 2174 см³ | 160 kW/218 к.с. | 298 Нм         | 235 км/год |              | 1280 кг |
| Esprit Turbo     | 1987–1990        | R4 Turbo   | 2174 см³ | 158 kW/215 к.с. | 300 Нм         | 250 км/год |              |         |
| Esprit           | 1987–1990        | R4         | 2174 см³ | 126 kW/171 к.с. | 216 Нм         | 222 км/год |              |         |
| Esprit SE        | 1989–1991        | R4 Turbo   | 2174 см³ | 197 kW/268 к.с. | 354 Нм         | 256 км/год | 5,0 с        | 1329 кг |
| Esprit S         | 1991             | R4 Turbo   | 2174 см³ | 168 kW/228 к.с. | 295 Нм         | 255 км/год |              |         |
| Esprit SE HW     | 1992–1993        | R4 Turbo   | 2174 см³ | 194 kW/264 к.с. | 354 Нм         | 265 км/год |              |         |
| 4. Покоління     |                  |            |          |                 |                |            |              |         |
| Esprit S4        | 1993–1996        | R4 Turbo   | 2174 см³ | 197 kW/268 к.с. | 354 Нм         | 265 км/год | 5,0 с        | 1340 кг |
| Esprit 300 Sport | 1993             | R4 Turbo   | 2174 см³ | 225 kW/306 к.с. | 393 Нм         | 261 км/год | 4,8 с        | 1305 кг |
| Esprit S4s       | 1995–1996        | R4 Turbo   | 2174 см³ | 212 kW/288 к.с. | 393 Нм         | 257 км/год | 4,9 с        | 1305 кг |
| Esprit GT3       | 1996–1999        | R4 Turbo   | 1973 см³ | 179 kW/243 к.с. | 294 Нм         | 263 км/год | 4,8 с        | 1380 кг |
| Esprit V8        | 1996–1998        | V8 BiTurbo | 3506 см³ | 260 kW/354 к.с. | 400 Нм         | 274 км/год | 4,7 с        |         |
| Esprit V8 GT     | 1998–2001        | V8 BiTurbo | 3506 см³ | 260 kW/354 к.с. | 400 Нм         | 274 км/год | 4,7 с        |         |
| Esprit V8 SE     | 1998–2001        | V8 BiTurbo | 3506 см³ | 260 kW/354 к.с. | 400 Нм         | 282 км/год | 4,7 с        |         |
| Esprit 350 Sport | 1999             | V8 BiTurbo | 3506 см³ | 260 kW/354 к.с. | 400 Нм         | 282 км/год | 4,6 с        |         |
| Esprit           | 2002–2003        | V8 BiTurbo | 3506 см³ | 260 kW/354 к.с. | 400 Нм         | 282 км/год | 5,0 с        |         |

## Виробництво
| Type number | Модель                        | Роки      | Екземпляри   |
| ----------- | ----------------------------- | --------- | ------------ |
| 79          | S1                            | 1975-1978 | 718          |
| 79          | S2                            | 1978-1981 | 1061         |
| 79          | S2.2                          | 1980-1981 | 88           |
| 82          | NA and HC                     | 1980-1987 | 3155         |
| 82          | Turbo                         | 1981-1987 | 2909         |
| 85          | S3                            | 1981-1987 | 732          |
| 85          | Esprit (природно атмосферний) | 1988-1992 | 366          |
| 85          | Turbo SE                      | 1987-1993 | 1608         |
| 85          | S4                            | 1992-1996 | 625          |
| 85          | Sport 300                     | 1992-1995 | 64           |
| 85          | S4s                           | 1994-1997 | 367          |
| 85          | GT3                           | 1996-1999 | 196          |
| 85          | V8                            | 1994-2004 | 1237         |
| 85          | V8 GT                         | 1997-2001 | 204          |
| 85          | Sport 350                     | 1999-2001 | 42           |
| 105         | X180-R                        | 1990      | 2 (трек)     |
| 105         | X180-R                        | 1990      | 20 (дорожна) |
| 106         | X180-R1                       | 1991      | 3            |
| 114         | GT1                           | 1995      | 3            |